# Morte (Voise)
Pour un article plus général, voir Réseau hydrographique d'Eure-et-Loir.
La Morte est une rivière coulant dans le département français d'Eure-et-Loir, bras en rive gauche de la Voise, sous-affluent du fleuve la Seine par l'Eure.

## Géographie
La Morte se sépare de la Voise sur la commune d'Ymeray et conflue avec elle sur la commune d'Houx.
Son cours est globalement orienté du sud-est au nord-ouest.

## Communes traversées
De sa séparation à sa confluence avec la Voise, la Morte parcourt 9,8 km et traverse 6 communes.
D'amont en aval :
- Ymeray ;
- Gallardon ;
- Bailleau-Armenonville ;
- Yermenonville ;
- Gas ;
- Houx.

## Principal affluent
- Le ruisseau du Pont.